# Hradiště Butovice
Butovice jsou hradiště v Praze 5. Nacházelo se na vyvýšenině v západní části protáhlého ostrohu, který ze severní, západní a jižní strany obtéká Prokopský potok a pod jihovýchodní částí předhradí teče Dalejský potok. Pozůstatky hradiště jsou chráněny jako nemovitá kulturní památka.

## Historie

### Osídlení lokality
Raně středověké hradiště bylo postaveno na místě staršího výšinného eneolitického sídliště nejspíše v osmém století. V lokalitě obydlené již v pozdní době kamenné (3000 let př. n. l.) v období řivnáčské kultury se při průzkumu provedeném roku 1884 ředitelem Muzea hlavního města Prahy Břetislavem Jelínkem nalezla keramika a kamenné nástroje jak pravěké, tak raně středověké. Slovanské osídlení se datuje na konec osmého století, zánik hradiště pak na přelom devátého a desátého století.

### Archeologický výzkum
Při archeologickém výzkumu v roce 1964 byl zjištěn jeden raně středověký vanovitý objekt.[zdroj⁠?!] Většinu archeologických nálezů tvoří zlomky keramiky. Neolitické kultury jsou na lokalitě zastoupeny nálezy z dob kultury s lineární keramikou a kultury s vypíchanou keramikou. Osídlení v době bronzové je nejisté, ale byly získány artefakty lidu kultury se zvoncovitými poháry z přelomu eneolitu a doby bronzové. Mladší osídlení následovalo ve starší době železné.
Před rokem 2016 proběhl nedestruktivní výzkum prostoru předhradí. V nalezeném materiálu převládají pravěké artefakty. Dominantní skupinu představovaly zlomky střepů řivnáčské kultury. Objeveny byly také kovové artefakty z mladší doby železné a ojedinělé nálezy pocházely z raného středověku. Struktura nálezů je negativně ovlivňována hlubokou orbou.

## Stavební podoba

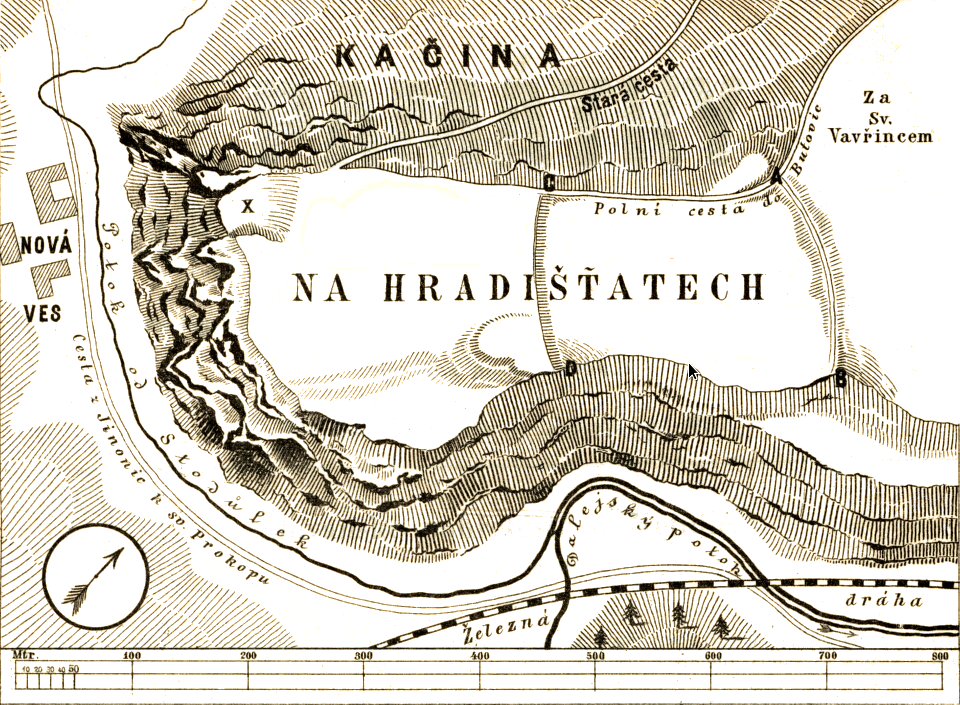
Půdorys hradiště podle Břetislava Jelínka publikovaný roku 1882

Protáhlý plochý ostroh je orientovaný ve směru jihozápad–severovýchod a jeho čelo na jihozápadní straně obtéká Prokopský potok. Ve směru na severovýchod je terén otevřený a přechází do rovinaté plošiny směrem k Dívčím hradům. Výškový rozdíl mezi údolím potoka a plošinou na ostrohu je až 74 metrů.
Hradiště o rozloze přibližně 9 hektarů zaujímalo celou plochu ostrohu. Z toho předhradí měří 4,6 hektaru a akropole 4,4 hektaru. Částečně byl jeho přirozenou ochranou prudký sráz na západní a jižní straně, nad mírnějším severním svahem zjistil roku 1964 archeolog Norbert Mašek zbytky kamenného obvodového ohrazení. Východní stranu hradiště chránila vnitřní příčná hradba, která oddělovala akropoli od předhradí. Dochoval se z ní 150 dlouhý val, jehož podoba připomíná spíše terénní terasu. Zbarvení z valu vyplavovaného materiálu naznačuje, že na vnější straně se před valem nacházel příkop. Vnější opevnění téměř zaniklo v důsledku zemědělské činnosti. Na konci devatenáctého století byla patrná 172 metrů dlouhá terénní vlna valu. Dochovaný nevýrazný relikt valu je dlouhý 185 metrů, ale původní hradba musela být ještě přibližně o dvě stě metrů delší. Vnitřní konstrukce hradby nebyla zkoumána. Až na drobné výjimky není známá ani podoba vnitřní zástavby.

## Turismus
Okolo hradiště vede žlutá turistická značená trasa 6079 ze Sídliště Barrandov k metru v Jinonicích.